# أوردورف
أوردورف (بالألمانية: Urdorf) هي بلدية تقع في مقاطعة ديتيكون الواقعة ضمن كانتون زيورخ في سويسرا. تبلغ مساحتها 7.62 كيلومتر مربع، ويقدر عدد سكانها بـ 9783 نسمة (حسب تعداد ديسمبر 2017).